# 小行星3434
小行星3434（英語：3434 Hurless）是一颗围绕太阳公转的小行星。1981年11月2日，B. A. Skiff在可可尼诺县发现了此天体。
这颗小行星的绝对星等为262.3676551139142等。